# Europa Report
Pour les articles homonymes, voir Europa.
Pour plus de détails, voir Fiche technique et Distribution.
Europa Report est un film de science-fiction américain de Sebastián Cordero sorti en 2013.
Six astronautes internationaux sont envoyés sur Europe, l'une des quatre très grosses lunes de Jupiter, afin de forer la surface de glace qui protège un océan profond de 90 km et chercher s'il y a une présence de vie extraterrestre. Malgré une panne technique catastrophique où toutes les communications avec le contrôle de mission sur Terre sont perdues et une série de crises meurtrières, l'équipage tente de continuer sa mission. 

## Synopsis
Le docteur Unger, directrice d'Europa Ventures, narre l'histoire de la mission. Six astronautes embarquent pour une mission financée par le secteur privé sur une des lunes de Jupiter afin de trouver des sources potentielles de vie. Les membres de l'équipage sont le capitaine Willam Xu, le pilote Rosa Dasque, le scientifique en chef Daniel Luxembourg, la biologiste marine et officier scientifique Katya Petrovna, le jeune ingénieur James Corrigan et l'ingénieur en chef Andrei Blok.
Après six mois de mission, une tempête solaire frappe l'astronef, coupant la communication de l'équipage avec le contrôle de mission sur Terre. Blok et Corrigan effectuent alors une sortie extravéhiculaire afin de réparer le système de l'extérieur, mais un accident contamine la combinaison spatiale de Corrigan avec de l'hydrazine. Il est coincé à l'extérieur et meurt dans le vide spatial, alors que le voyage se poursuit vers Europe.
Après vingt-deux mois de voyage, l'astronef atteint sa destination et se pose en toute sécurité, mais manque le lieu d'atterrissage prévu d'une centaine de mètres. L'équipage commence néanmoins son travail en perçant la glace de surface et en envoyant une sonde téléguidée dans l'eau. Blok suscite l'inquiétude du reste de l'équipage, qui manque de sommeil, en déclarant avoir vu une lumière scintiller à l'extérieur du véhicule spatial. Il n'arrive pas à convaincre l'équipage, mais un mystérieux objet lumineux vient frapper la sonde, rompant ainsi le contact avec elle.
Petrovna insiste sur la collecte d'échantillons à la surface d'Europe. Après un vote de l'équipage, elle se lance dans une marche à l'extérieur. Lors des analyses des échantillons, Luxembourg découvre des traces d'un organisme unicellulaire extraterrestre. Comme la communication est de plus en plus perturbée par la radioactivité de Jupiter, Petrovna voit une lumière bleue au loin et décide d'aller voir de plus près ce qu'il en est. Elle se rapproche de la lumière, dont la source se trouve sous la glace. Cette dernière cède et la scientifique s'enfonce dans l'eau. Tout en sombrant dans les profondeurs, la caméra de son casque continue de montrer des images de son visage terrifié et fasciné par la bioluminescence qui se reflète dans ses yeux, avant de s'arrêter de fonctionner.
L'équipage décide de partir afin de rapporter sa découverte sur Terre. Mais juste après le décollage, à peine à deux kilomètres d'Europe, les moteurs s'arrêtent. Tandis que le véhicule spatial se précipite vers Europe, Xu se déboucle de son siège afin de tenter de réduire la vitesse du vaisseau avant l'impact, mais il se brise sur le site d'atterrissage initialement prévu. Lors de l'impact, Xu est tué et l'astronef, lourdement endommagé, subit une fuite d'oxygène et une baisse de température. Le crash a aussi brisé la glace et ils commencent à s'enfoncer lentement dans l'eau.
Blok et Luxembourg conviennent de faire des réparations à l'extérieur de l'astronef. Luxembourg tente de descendre, mais tombe à travers la glace. Blok sait qu'il n'a aucune chance de réparer à lui seul le véhicule spatial avant qu'il ne coule. Il parvient cependant à remettre en marche le système de communication, au détriment des systèmes vitaux. Puis il semble tomber à son tour à travers la glace, entraîné par une même lumière bleue que celle aperçue par Petrovna.
Dasque rétablit la communication avec la Terre. Les images et données enregistrées au cours des mois de black-out sont envoyées. À ce moment, des fissures apparaissent sur la glace et le véhicule spatial commence à couler. Seule et sachant qu'elle va mourir, Dasque ouvre le sas pour laisser entrer l'eau, dans l'espoir de découvrir la source de la lumière. Comme l'eau monte dans le cockpit, elle voit clairement une créature bioluminescente à l'apparence prédatrice. Avant que les images et la transmission vers la Terre ne s'arrêtent, la créature ressemblant à un calmar géant se précipite sur elle.
Dans l'épilogue, Unger confirme que l'équipage d'Europe avait découvert de la vie sous une forme complexe sur cette lune et a dépassé toutes les attentes de la mission. Bien qu'ils soient tous morts, les membres de l'équipage ont réussi leur mission : apporter la preuve de l'existence d'une vie extra-terrestre.

## Fiche technique
- Titre original : Europa Report
- Réalisation : Sebastián Cordero
- Scénario : Philip Gelatt
- Direction artistique : Anu Schwartz
- Décors : Eugenio Caballero (création), Danielle Webb (plateau)
- Costumes : Anna Terrazas
- Montage : Craig McKay, Aaron Yanes, Alex Kopit, Livio Sanchez
- Musique : Bear McCreary
- Photographie : Enrique Chediak
- Production : Ben Browning, Matt Levin (producteur associé)
- Sociétés de production : Wayfare Entertainment, Misher Films, Start Motion Pictures
- Principales sociétés de distribution : Blue Sky Media, Tanweer Films
- Budget :
- Pays d’origine :  États-Unis
- Langue : anglais
- Durée : 90 minutes
- Format : couleurs - 35 mm - 2.35:1 -  son Dolby numérique
- Genre : Film de science-fiction
- Dates de sortie
  - États-Unis : 27 juin 2013
  - France : 17 janvier 2014 (directement en DVD)

## Distribution
Les 6 astronautes :
- Sharlto Copley : James Corrigan
- Daniel Wu Yanzu (VF : Mathieu Moreau) : William Xu
- Christian Camargo : Dr Daniel Luxembourg
- Karolina Wydra : Dr Katya Petrovna
- Michael Nyqvist : Andrei Blok
- Anamaria Marinca : Rosa Dasque

et aussi :
- Embeth Davidtz : Dr Samantha Unger
- Isiah Whitlock Jr. : Dr Tarik Pamuk
- Dan Fogler : Dr Sokolov
- Neil deGrasse Tyson : lui-même

## Réception
- Justin Chang, du magazine Variety, écrit à propos du film qu'il y voit « une réalisation raisonnablement plausible et impressionnante », tandis que le site web scientifique Space.com affirme que le film est « une des représentations les plus palpitantes et réalistes de l'exploration spatiale depuis Moon ou 2001, l'Odyssée de l'espace » — à propos de cette dernière œuvre, le magazine Time affirme que « Contrairement à 2001, l'Odyssée de l'espace, Europa Report est rapide, excitant et terrifiant. ».

## Distinctions

### Nominations et sélections
- Festival du film de Los Angeles 2013